# مصیبت و همدردی
مصیبت و همدردی (فرانسوی: Le Chagrin et la Pitié‎) فیلمی در ژانر مستند به کارگردانی مارسل افولس است که در سال ۱۹۶۹ منتشر شد. از بازیگران آن می‌توان به آنتونی ایدن و والتر وارلیمونت اشاره کرد. این فیلم به همکاری فرانسه ویشی و آلمان نازی در طول جنگ جهانی دوم می‌پردازد و برای اثبات این ادعا، با بسیاری از جمله یک افسر آلمانی، همکاری‌کنندگان و نیروهای مقاومت گفتگو کرده است.